# André Vauchez (homme politique)
Ne doit pas être confondu avec André Vauchez (historien).
André Vauchez, né le 24 avril 1939 à Arinthod (Jura) et mort le 22 septembre 2021 à Dole  (Jura), est un homme politique français.

## Biographie
Il meurt le 22 septembre 2021 à l'hôpital de Dole.

## Détail des fonctions et des mandats
mandats électoraux
- 5 juillet 1997 - 18 juin 2002 : Député du Jura
- mars 1977 - mars 2001 : Maire de Tavaux